# Fibulacamptus gracilior
Fibulacamptus gracilior é uma espécie de crustáceo da família Canthocamptidae.
É endémica da Austrália.